# شهرداری ایسلا
شهرداری ایسلا (به اسپانیایی: Isla Mayor) یک منطقهٔ مسکونی در اسپانیا است که در سبیا واقع شده‌است. شهرداری ایسلا ۱۱۴ کیلومتر مربع مساحت دارد ۵ متر بالاتر از سطح دریا واقع شده‌است.